# Asphotrophia fici
Asphotrophia fici är en tvåvingeart som beskrevs av Barnes 1928. Asphotrophia fici ingår i släktet Asphotrophia och familjen gallmyggor.
Artens utbredningsområde är Filippinerna. Inga underarter finns listade i Catalogue of Life.